# Catharosia capensis
Catharosia capensis là một loài ruồi trong họ Tachinidae.